# Kruszyna (powiat garwoliński)
Kruszyna – wieś sołecka w Polsce położona w województwie mazowieckim, w powiecie garwolińskim, w gminie Trojanów.
| SIMC    | Nazwa  | Rodzaj    |
| ------- | ------ | --------- |
| 0692506 | Komory | część wsi |

W latach 1975–1998 miejscowość należała administracyjnie do województwa siedleckiego.
Wierni Kościoła rzymskokatolickiego należą do parafii św. Antoniego w Życzynie.